# OCLC WorldShare
OCLC WorldShare  is een Cloud-dienst met een open architectuur voor bibliotheekautomatisering.
OCLC WorldShare biedt een raamwerk met geïntegreerde toepassingen om de data van diverse bibliotheken te beheren en te ontsluiten via een gezamenlijk platform. Samen met WorldCat helpt OCLC WorldShare bibliotheken om elkaar te verbinden op webschaal.
OCLC WorldShare Management Services (WMS) vormt de interface voor WorldCat functionaliteit.
De software heeft een open source achtig karakter, na aanmelding kunnen ontwikkelaars elkaars code delen. Bibliotheken kunnen een non-profit abonnement afsluiten, waarna iedere bezoeker de functionaliteit zonder beperking mag gebruiken.